# Loch an Daimh (Highland)
Loch an Daimh ist ein Süßwassersee in der schottischen Council Area Highland beziehungsweise in der traditionellen Grafschaft Cromartyshire. Er befindet sich rund 14 Kilometer östlich des Küstenortes Ullapool und 61 Kilometer nordwestlich von Inverness. Loch Achall befindet sich rund acht Kilometer westlich.

## Beschreibung
Der 2,8 Kilometer lange und höchstens 0,31 Kilometer breite See liegt auf einer Höhe von 207 Metern über dem Meeresspiegel. Der Umfang des langgezogenen Sees beträgt sechs Kilometer. Bei einem Volumen von 5.669.701 Kubikmetern weist Loch an Daimh eine maximale Tiefe von 15,8 Metern bei einer durchschnittlichen Tiefe von 8,6 Metern auf. Sein Einzugsgebiet beträgt 6,42 km². Es umfasst im Wesentlichen Gras- und Heideflächen. In den Loch an Daimh münden mehrere Bäche, er besitzt jedoch keine wesentlichen Zuflüsse. Einziger Abfluss ist der Abhainn Poiblidh der am Nordostufer abfließt. Ungleich dem nur einen Kilometer westlich verlaufenden Rhidorroch River, der über den zehn Kilometer westlich gelegenen Fjord Loch Broom an der Westküste in die Schottische See entwässert, fließt das Wasser des östlich der Wasserscheide gelegenen Loch an Daimh nach Osten zur 40 Kilometer entfernten Ostküste ab. Der Abhainn Poiblidh mündet in den River Einig, der über den Oykel und den Kyle of Sutherland in den Dornoch Firth, eine Bucht des Moray Firth an der Nordsee, entwässert. Das Wasser des Sees ist moderat alkalisch. In den 1880er Jahren wurde die Forellenpopulation in Loch an Daimh erwähnt.
Die Ufer des Loch an Daimh sind unbesiedelt. Entlang des Nordufers verläuft ein aus Ullapool über den Loch Achall verlaufender Pfad, der einst bis Oykel Bridge führte.